# Saint-Germain-la-Montagne
Saint-Germain-la-Montagne é uma comuna francesa na região administrativa de Auvérnia-Ródano-Alpes, no departamento de Loire. Estende-se por uma área de 12,54 km². Em 2010 a comuna tinha 241 habitantes (densidade: 19,2 hab./km²).